# なかよしパン
なかよしパンは、沖縄県の製パン業者である株式会社ぐしけん（うるま市）で製造されている菓子パン。沖縄の本土復帰前から販売されているロングセラー商品である。ぐしけんで販売されているパンの中でも、売れ筋の上位を占める定番であり、ぐしけんの看板商品の一つである。タコライスやサーターアンダギーに並ぶ沖縄のソウルフードとの声もある。

## 沿革
ぐしけん工場長によれば、沖縄では3世代にわたる大家族の家庭が多いため、家族皆でちぎって「仲良く食べてほしい」という想いから生まれた。「なかよしパン」の名には、「大切な家族や大事な人と楽しく分け合って食べてほしい」との思いが込められている。製造が開始されたのは1960年（昭和35年）頃とみられているが、2020年代においては当時携わった従業員がもう存在しないため、正確な販売開始時期は判明していない。
発売当初は、本社工場がある沖縄県中部のスーパーマーケットでのみ販売されていた。やがて、「店頭でひときわ目立つ大きな菓子パン」「大好きな甘いものがたくさん食べられる」など、口コミで少しずつ評判が伝わり、沖縄南部や北部にまで販売エリアが拡大され、沖縄全域で愛される定番商品になった。
沖縄は、車やタクシーなどでラジオを聴く県民が多いことから、2014年（平成26年）頃からは月に数回、ラジオ番組のコマーシャルでぐしけんの商品紹介が始まっており、なかよしパンの名が若い世代の視聴者にも広がることで、激励の言葉が寄せられている。

## 特徴
大家族で食べられるようにとの経緯から、全長40センチメートルという大きさが特徴であり、カロリーは1300kcalを超える。手で簡単にちぎって食べられるよう、パンに7本の切れ目（節）が入っている。
柔らかいココア生地のパンに、甘いバニラ風味クリームが挟まれている。沖縄県民はテビチ（豚足）やラフテー（豚肉の角煮）、ステーキなど脂気の多い食べ物、甘い物を好む傾向があることから、バニラミルク風味の濃厚なバタークリームが使用されている。クリームのついている部分だけを存分に楽しめるように、パンの端は切り落とされている。
中種を低温で長時間発酵させて焼き上げる製法「冷蔵中種法」を用いているため、食感の軽さも特徴の一つに挙げられる。
「東京になかよしパンがないのは残念」との意見もあるが、航空輸送上の品質保証の問題から、本州に輸送することは困難であること、また「新鮮な状態でお客さんに届けたい」という思いから、沖縄限定のパンとして販売されている。

## しゅういちくん
パッケージには、特徴的なカエルのキャラクター「しゅういちくん」がデザインされている。ぐしけん営業部によれば、ぐしけんの創業者である具志堅秀一が、戦後にニューギニア出征から帰ってきた経験を持つことから、「無事に帰る」「お金が返る」「福を迎える」「よみがえる」「たちかえる」として、縁起の良いものとして、カエルをキャラクターにした経緯がある。「しゅういちくん」の名も、具志堅秀一にちなんでいる。
このカエル「しゅういちくん」は、パンを運搬するトラックにも大きく描かれている。インパクトのあるデザインのトラックが沖縄中を走り回ることで、県民の目にとまる機会が増え、なかよしパンが身近な存在となるきっかけにもなった。

## 姉妹品
当初は先述の通り、ココア生地のパンとバニラクリームの「なかよしパン」のみであったが、外国人居住者が多い沖縄ではチョコレート系やピーナッツ系のパンも人気なことから、プレーン生地にピーナッツクリームを挟んだ「なかよしピーナツ」、チョコレートを折り込んだ生地にピーナッツクリームとメープルクリームを交互に挟んだ「なかよしプレミアム」、プレーン生地にジャージークリームとカスタードクリームを交互に挟んだ「なかよしジャージー&カスタード」、子供向けにミルククリームとチョコクリームを挟んだ「なかよしわんぱくキッズ」、ココアクリームを挟んだ「なかよしココアクリーム」などが登場した。
少食の客や、「1人でも食べきれるサイズも欲しい」という客の要望に応え、「なかよしハーフ」などのハーフサイズも販売されている。家族連れの客が多いスーパーマーケットでは通常サイズが人気だが、コンビニエンスストアでは1人用として、ハーフサイズが支持されている。